# Софія Угорська (герцогиня Саксонії)
Софія Угорська (угор. Magyarországi Zsófia), (нар. близько 1050 — пом. 18 червня 1095) — угорська принцеса з династії Арпадів, донька короля Угорщини Бели I та польської королівни Ріхези, дружина маркграфа Крайни та Істрії Ульріха, а після його смерті — герцога Саксонії Магнуса.

## Біографія
Софія народилась близько 1050 року в родині герцога Угорщини Бели та його дружини Ріхези Польської. Батько в цей час був правителем третини Угорщини, яка включала автономне Нітранське князівство й історичний комітат Біхар, з правом карбувати власну монету. Матір доводилася донькою польському королеві Мешкові II, сучасні дослідження свідчать, що її справжнім іменем було Адельгейда. В родині вже зростали сини Геза, Ласло та Ламперт. Згодом народилися доньки Євфемія, Ілона, Марія та Аделаїда. Королем Угорщини в цей час був їхній дядько Андрій I.
Після коронації сина Андрія, Шаламона, відносини між ним та Белою стали напруженими. Останній залишив Угорщину та знайшов прихисток у свого шурина Болеслава II. У 1060 році він повернувся на чолі польського війська. Андрію на допомогу рушили німецькі загони, відправлені регенткою Агнес де Пуатьє. Громадянська війна між братами завершилася перемогою Бели, який став королем Угорщини.
В той же час був знайдений перший наречений для Софії. Ним став граф Веймара Вільгельм IV, який походив з тюринзького дому Веймар-Орламюнде. Він очолював похід німецьких військ проти повсталого Бели у 1060 році. У битві при Візельбурзі Вільгельма захопили у полон. Старший брат Софії, Геза, вражений його хоробрістю, умовив батька відпустити графа на волю та видати за нього Софію. Той, однак, помер до весілля, слідуючи із нареченою додому.
Софія, зрештою, одружилася із небожем першого нареченого, Ульріхом, який був маркграфом Крайни та Істрії. Відомості про їхній шлюб містяться у хроніці Саксонського анналіста. У подружжя народилося п'ятеро дітей.
Чоловік Софії, використовуючи дружні стосунки з Угорщиною, відразу почав розширювати свої володіння в Істрії, незважаючи на опір патріарха Аквілеї та Венеціанської республіки. До 1063 року він уже володів великими територіями уздовж Адріатичного узбережжя до Фіуме, які пізніше стали герцогством Меранія; його права на ці землі були офіційно визнані Генріхом IV. У 1067 році Ульріх до того ж став номінальним графом Веймару. Втім, на початку березня 1070 року він помер.
Невдовзі після смерті першого чоловіка, Софія вийшла заміж за старшого сина герцога Саксонії, Магнуса. Другий шлюб підтверджується хронікою церкви Святого Михайла у Люнебурзі. У подружжя народилося двоє доньок. У березні 1072 року її чоловік став правлячим герцогом Саксонії. В цей час він перебував у полоні в фортеці Гарцбург та був звільнений лише наступного року під час Саксонського повстання.
Софія пішла з життя 18 червня 1095 року. Її прах спочиває у монастирі Святого Михайла у Люнебурзі. Магнус другого шлюбу не брав та пережив дружину на одинадцять років.

## Родина

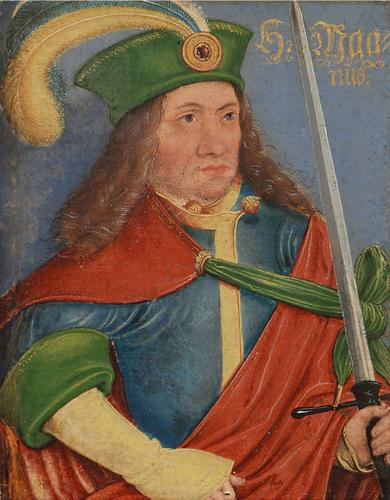
Магнус Саксонський на картині Лукаса Кранаха Молодшого

Чоловік — Ульріх Істрійський
Діти:
- Ульріх (? — 1112) — граф Веймара (1070—1112), маркграф Крайни (1098—1112) та Істрії (1098— близько 1107), був одружений з Адельгейдою Тюринзькою, дітей не мав;
- Поппо (? — 1098) — маркграф Крайни (1070—1098) та Істрії (1096—1098), був одружений із Ріхгардою фон Спангейм, мав двох доньок;
- Ріхгарда (? — близько 1110) — дружина графа Шаєрна, Екегарда I або його брата Отто II;
- Вальбурга (? — ?) — дружина князя Брно Конрада або князя Моравії Удальріка;
- Адельгейда (? — 1122) — дружина войта Регенсбургу Фрідріха II, а після його смерті — графа Лурну Удалшалка, мала четверо дітей від першого шлюбу.

Чоловік — Магнус (герцог Саксонії)
Діти:
- Вульфхільда (? — 1126) — дружина герцога Баварії Генріха IX Чорного, мала восьмеро дітей;
- Ейліка (? — 1142) — дружина герцога Саксонії та графа Балленштедту Отто Багатого, мала сина та доньку.